# Spotify Wrapped
Spotify Wrapped — це вірусна маркетингова кампанія Spotify. Кампанія проводиться щорічно з 2016 року в період з 30 листопада по 6 грудня, і дозволяє користувачам Spotify переглянути добірку даних про їхню активність на платформі за минулий рік, а також запрошує поділитися ними в соціальних мережах.
Spotify Wrapped зазвичай включає п’ять музикантів, пісень і музичних жанрів, які користувачі Spotify слухали найбільше протягом попереднього року. Виробники контенту на платформі також мають доступ до версії Spotify Wrapped, яка включає кількість трансляцій їх вмісту за рік. Окрім індивідуалізованих даних, Spotify Wrapped також містить інформацію про активність на платформі Spotify в цілому. Хоча Spotify Wrapped зазвичай називають щорічним збором даних, за будь-який рік враховується лише активність з 1 січня по 15 листопада (раніше - 31 жовтня).
Spotify Wrapped щороку широко поширюється в соціальних мережах і спонукає мільйони людей рекламувати Spotify у своїх акаунтах соціальних мереж. Його випуск зазвичай супроводжується рекламними щитами, в телебаченні та історично пов’язаний із підвищенням рейтингу у крамниці застосунків Spotify. Маркетингову кампанію як хвалили, так і критикували за те, що вона ефективно забезпечує Spotify безкоштовною рекламою, і обговорювали її у зв'язку з ширшими питаннями про дані та їхнє використання Spotify. Коментатори також проаналізували вплив Spotify Wrapped на музичну індустрію та порівняли його з пропозиціями інших потокових сервісів.

## Призначення
Spotify Wrapped - це маркетингова кампанія, спрямована на просування Spotify. Окрім просування трансляції музики сервісу шляхом заохочення користувачів ділитися про нього в соціальних мережах, кампанія перетворилася на унікальну функцію, яка відрізняється від пропозицій конкурентів, зокрема Apple Music . У 2019 році керівник відділу маркетингу Spotify описав це явище як «ефект FOMO », який спонукав людей використовувати Spotify а не інші музичні додатки. 

## Структура
Spotify Wrapped дозволяє як користувачам Spotify, так і продюсерам платформи  переглянути добірку даних про тренди на платформі  а також про їхню активність на платформі за останній рік,  а потім запрошує їх поділитися нею в соціальних мережах  включаючи Instagram .  Структурно він складається з низки послідовних інформаційних екранів, на останньому з яких міститься запрошення поділитися попередніми сторінками.  Користувачі можуть переглянути інформацію про пісні та виконавців, які найбільше слухають  а також про улюблені музичні жанри;  продюсерам пропонується поділитися кількістю та розташуванням потоків їхнього контенту.  Дані організовані у візуально привабливий спосіб, що має на меті підвищити залученість  та спонукати глядачів ділитися кампанією в соціальних мережах, що приносить користь Spotify. 
Хоча Spotify Wrapped зазвичай називають щорічним збором даних, Billboard і Newsweek повідомляють, що до нього включається лише активність у період з 1 січня по 31 жовтня певного року.  У 2021 році представник Spotify повідомив  Newsweek, що причиною того, що відстеження активності закінчується в жовтні, а не в грудні, є логістика, оскільки потрібен час для забезпечення якості та іншої підготовки.  Однак у жовтні 2023 року Spotify заявив у Twitter, що «Wrapped все ще відраховує час після 31 жовтня». Були акаунти користувачів Spotify, які зареєстрували свій акаунт після 31 жовтня, і досі отримують «загорнуті» підсумки на основі того, що вони прослухали до цього часу. 

## Історія
Кампанія розпочалася у грудні 2016 року, і з того часу Spotify просуває її щороку в грудні.  У 2015 році їй передувала  схожа, але менш розвинена кампанія  під назвою «Рік у музиці».  У 2017 році її було розширено, щоб охопити артистів і рекламодавців на Spotify на додаток до споживачів; у 2019 році вона була вбудована в додаток Spotify. 
Випущений у перший тиждень грудня кожного року,  Spotify Wrapped став популярним і щороку широко поширюється в соціальних мережах , так само як і пов'язані з ним меми.  Вірусна маркетингова призвела до того, що мільйони людей почали рекламувати Spotify у своїх акаунтах у соціальних мережах, не отримуючи за це грошей від компанії.  Традиційні маркетингові заходи, такі як рекламні щити  і телевізійна реклама  також використовувалися разом із цифровою кампанією. 
Історично Spotify Wrapped включав п'ять виконавців, яких користувачі слухали найчастіше, та пісні, які вони слухали найчастіше. У 2018 році Spotify включив інформацію проастрологічні знаки артистів, яких користувачі слухали найчастіше,  та найстарішу пісню, яку вони слухали.   У 2019 році Spotify Wrapped почав використовувати новий формат, створений за зразком історій у соціальних мереж .  У 2020 році він включав нові показники, пов’язані з подкастами, які прослухав користувач, а також вікторини та три персоналізовані списки відтворення;  Користувачі преміум-класу могли заробити три різні цифрові бейджі, пов'язані з їхнім прослуховуванням за попередній рік.  Також у 2020 році Spotify створив функції соціальних мереж, які супроводжували кампанію, включаючи хештегів у TikTok і спеціальні фільтри в Snapchat та Instagram, а також залучив інтернет зірок для просування кампанії.  У 2021 році Spotify Wrapped містив різні сленгові фрази в Інтернеті та згадував теми з популярної культури, включаючи незамінні токени та процедури догляду за шкірою, породжуючи жарти та меми, які висміювали мову, використану в маркетинговій кампанії. 

### Формат історії в соціальних мережах
Jewel Ham, in Refinery29
У 2019 році Spotify почав моделювати Spotify Wrapped за прикладом історій у соціальних мережах, що дозволило легко ділитися даними в Instagram. У 2020 році художниця Джуел Хем стверджувала, що розробила формат історії для Spotify Wrapped під час тримісячного стажування в Spotify, і заявила, що не отримала авторства на цю ідею; представник Spotify заперечив цю заяву, повідомивши Refinery29, що «хоча ідеї, згенеровані під час програми стажування в Spotify, іноді стають основою для кампаній і продуктів, заснованих на нашому внутрішньому огляді, у випадку з Spotify Wrapped це не так». 

## Відповіді
Випуск Spotify Wrapped на початку грудня кожного року історично корелює зі зростанням рейтингу Spotify у крамниці застосунків.  Емоційні реакції користувачів на Spotify Wrapped різняться. Деякі висловлюють захоплення можливістю ділитися власною статистикою, тоді як інших ці дані бентежать. 

### У соціальних мережах
У 2018 році акаунт підтримки клієнтів Spotify у Twitter отримав велику кількість повідомлень від людей, які скаржилися на результати Spotify Wrapped, вважаючи їх неправильними або несправедливими. 
У грудні 2019 року понад 1 200 000 постів у Twitter були присвячені Spotify Wrapped після його виходу на початку місяця.  

### У ЗМІ
У The Guardian за 2019 рік зазначалося, що популярність кампанії Spotify Wrapped «свідчить про те, що деякі люди не лише згодні з тим, що їхні дані використовуються та зберігаються, але й згодні з тим, що їхні інтимні звички прослуховування виставляються на загальний огляд».  Також у 2019 році Ден Адлер написав статтю у Vanity Fair,в якій поставив під сумнів вплив алгоритмів Spotify і Spotify Wrapped на музичну індустрію, заявивши, що список відтворення Spotify створюються з використанням тих самих даних, що й у Spotify Wrapped, і пославшись на статтю 2017 року в The Baffler, автор якої стверджував, що «одержимість Spotify списками відтворення, заснованими на настрої та активності, призвела до того, що вся музика стала більше схожою на Muzak». Посилаючись на використанняSpotify Wrapped гасла «ніхто не слухав так, як ви» та нечітко визначеного жанру поп-реп, Адлер дійшов висновку, що «можливо, зрештою, це все поп-реп, і ніхто не слухає так, як ви, доки всі не слухають». 
2020 року Мередіт Кларк (Meredith Clark) у статті NBC Think описала Wrapped як «гарненьку коробочку з видобутими даними, які ми добровільно завантажили в комп'ютери міжнародної корпорації в обмін на зручність прослуховування», але зазначила, що Wrapped був втішним, оскільки інформація про звички людей у прослуховуванні довела, «що ніхто з нас не є насправді крутим». У 2021 році Рейчел Метц з CNN Business описала Spotify Wrapped як «вражаюче ефективну» маркетингову кампанію, зазначивши, що вона демонструє, «як компанія може проводити глибоке спостереження за нашою особистою поведінкою протягом тривалого періоду часу і упаковувати його як цікаву функцію, якою ми хочемо поділитися з іншими». Метц процитувала Кріса Гілліарда з Центру Шоренштейна з питань медіа, політики та державної політики, який сказав, що Spotify робить Wrapped «вірусним і привабливим», щоб «приховати шкоду від видобувних практик», які уможливлюють його створення. Вона та Гілліард зазначили, що дані Spotify Wrapped можуть розкривати особисту інформацію, наводячи приклад, що наявність колискових пісень або пісень The Wiggles може свідчити про те, що у користувача є маленька дитина. 

#### Критика
Стаття 2018 року в The Atlantic описувала Spotify Wrapped як «майстерний переворот безкоштовної реклами» і вказувала на обсяг персональних даних, які збирає Spotify; Spotify відмовився від коментарів.   У 2020 році стаття в The Baffler схожим чином охарактеризувала кампанію, застерігаючи читачів, що «Wrapped - це спосіб Spotify отримати безкоштовну рекламу з усіх боків своєї бізнес-моделі», і стверджуючи, що користувачі Spotify повинні усвідомлювати той факт, що вони рекламують «компанію, чий продукт повністю побудований на експлуатованій праці». 
У 2021 році Аміл Ніязі в The Globe and Mail назвав Spotify Wrapped «нагадуванням про домінування Spotify у потоковому музичному просторі» і поставив під сумнів, що контроль компанії «в кінцевому підсумку корисний для того, як ми споживаємо музику». Ніазі сказав, що алгоритми Spotify формують слухацькі звички користувачів таким чином, що «надають перевагу гучним іменам і важким потокам».  Також у 2021 році Ель Хант написала статтю з критикою Spotify Wrapped в The Guardian, охарактеризувавши її як «ефективну маркетингову схему», але «банальну і депресивну». Хант стверджувала, що слухацькі звички користувачів Spotify значною мірою формуються самою платформою, і описала Wrapped як «плаский, функціональний, замкнутий» на відміну від Last.fm. Вона зробила висновок, що Wrapped - це «трохи більше, ніж безкоштовна реклама компанії, яку навіть уряд уряд Великої Британії засудив за те, що вона не надає справедливу частку своїх прибутків і влади артистам», і заявила, що «Wrapped - це навіть не найцікавіші дані, які [Spotify] зберігає про вас».  Стаття Келлі Пау у Vox за 2021 рік пов’язувала Spotify Wrapped із ширшими проблемами, такими як упередженість алгоритмів, капіталізм стеження та персональний брендинг, , як впливові особи видобувають свої симпатії та інтереси, щоб стати брендом». 

### За допомогою інших сервісів потокового передавання музики
У відповідь на успіх кампанії Wrapped на Spotify кілька конкуруючих музичних сервісів потокового передавання музики  запровадили подібні функції компіляції даних. Apple Music випустив функцію плейлиста «Повтор» у 2019 році, доступну протягом усього року, а у 2022 році переробив «Повтор», включивши до нього більше інтерактивних елементів, подібних до Wrapped.   Tidal запустив свою функцію «My Rewind» у 2020 році, яка доступна 1 грудня кожного року разом із серією «Найкраще».  У 2020 році YouTube Music почав впроваджувати функцію електронної пошти та списків відтворення «Ваша музична подорож» у 2020 році, а у 2021 році випустив функцію підбиття підсумків; у 2022 році було запроваджено функцію сезонного підбиття підсумків.  Функцію Deezer «#MyDeezerYear» було представлено у 2021 році. 

### За індустрією маркетингу
У 2021 році Adweek опублікував статтю, в якій маркетологів, які нещодавно були представлені в галузевому виданні, запитали про маркетинговий пост у соціальних мережах, який вони вважають «найкращим у своєму класі». Директори соціальних мереж McDonald's і PepsiCo,  а також керівник відділу маркетингу El Pollo Loco згадали кампанію Spotify Wrapped. Директор McDonald's назвав кампанію «майстер-класом з заступництво фанатів». 

### Нагороди
У 2020 році кампанія Spotify Wrapped отримала різні нагороди Webby Awards, зокрема People's Voice Awards за музику, найкращу візуалізацію даних та найкращий користувацький досвід, а також нагороди за розваги, вірусний маркетинг та інтегровану кампанію. 